# Club Bàsquet Femení Sarrià
El Club Bàsquet Femení Sarrià és un club de bàsquet femení del barri de Sarrià de Barcelona, fundat el 2007.
L'entitat va néixer arran de l'escissió de la secció femenina del Club Bàsquet Sagrat Cor de Sarrià i, al mateix temps, coincidí amb la desaparició del Club Bàsquet Femení Universitari de Barcelona el juliol de 2007 per motius econòmics. Per aquest motiu, gran part del cos tècnic i de les jugadores de l'equip blaugrana s'integraren dins del club. Durant els seus primers anys, va consolidar-se com un dels equips referents del bàsquet formatiu català, aconseguint diversos campionats de Catalunya i estatals, entre d'altres, un campionat d'Espanya infantil (2010). El primer equip va aconseguir l'ascens a la Lliga femenina 2 la temporada 2009-10 i ha guanyat una Lliga catalana 2 (2010-11). Algunes jugadores destacades que han competit amb el club són Gala Mestres, Míriam Forasté i Tània Pérez, entre d'altres.